# Brđani (miasto Novi Pazar)
Brđani (cyr. Брђани) – wieś w Serbii, w okręgu raskim, w mieście Novi Pazar. W 2011 roku liczyła 137 mieszkańców.